# 제37회 일본 중의원 의원 총선거
제37회 중의원의원 총선거는 1983년 (쇼와 58년) 12월 18일에 치러진 일본 중의원 의원 총선거이다.

## 개설
자민당은 공인 후보만에서는 단독 과반수에 미치지 않는 패배였다. 선거 후, 나카소네 야스히로 수상은 신자유클럽과의 연립 정권 수립을 발표, 중의원의원의 과반수를 확보했다. 55년 체제아래에서 연립 정권이 된 것은, 이 제2차 나카소네 내각 (1986년 7월까지) 뿐이다.

## 선거 데이터

### 내각
- 제1차 나카소네 내각( 제71대)

### 해산일
- 1983년(쇼와 58년) 11월 28일

#### 해산명
- 타나카 판결 해산

### 투표일
- 1983년(쇼와 58년) 12월 18일

### 개선수
- 511

### 선거 제도
- 중선거구제

## 선거 결과

### 투표율
- 67.94%
- 당일 유권자수：84,252,608명
- 기권·무효표：27,472,908명

### 정당별 획득 의석
| 정당         | 의석  |
| ------------ | ----- |
| 자유민주당   | 250석 |
| 일본사회당   | 112석 |
| 공명당       | 58석  |
| 민사당       | 38석  |
| 일본공산당   | 26석  |
| 신자유당     | 8석   |
| 사회민주연합 | 3석   |
| 무소속       | 16석  |
| 합계         | 511   |

### 득표
| 정당         | 득표수     | 득표율 |
| ------------ | ---------- | ------ |
| 자유민주당   | 25,982,785 | 45.76% |
| 일본사회당   | 11,065,082 | 19.49% |
| 공명당       | 5,745,751  | 10.12% |
| 일본공산당   | 5,302,485  | 9.34%  |
| 민사당       | 4,129,907  | 7.27%  |
| 신자유클럽   | 1,341,584  | 2.36%  |
| 사회민주연합 | 381,045    | 0.67%  |
| 기타         | 62,323     | 0.11%  |
| 무소속       | 2,768,735  | 4.88%  |
| 총합         | 56,779,697 |        |

## 각 정당의 당임원

### 자유민주당
- 당 본부 총재：나카소네 야스히로
- 집행부 간사장：니카이도 스스무
- 총무회장：호소다 키치조
- 정무 조사회장：타나카 로쿠스케
- 국회 대책 위원장：오코노기언사부로
- 참의원의원 회장：키무라 무츠미남

파벌
- 목요일 클럽(타나카 가쿠에이파)：63 의석
- 굉지회(스즈키 젠코파)：50 의석
- 정책 과학 연구소(나카소네 야스히로파)：42 의석
- 키요카즈회(후쿠다 다케오파)：40 의석
- 신정책 연구회(가와모토 토시오파)：28 의석
- 자유 혁신 동우회(이시하라 신타로파)：7 의석
- 무소속：31 의석

### 일본 사회당
- 중앙 집행위원장：이시바시 마사시
- 중앙 집행 부위원장：코야나기 이사무, 도이 타카코, 바바 노보루, 무토 산지
- 집행부 서기장：전변성
- 정책심의회장：무토 산지
- 국회 대책 위원장：야마구치학남
- 참의원의원 회장：후지타 스스무

### 공명당
- 중앙 집행위원장：다케이리 요시카쓰
- 중앙 집행 부위원장：아사이 미유키, 타다 쇼고, 니노미야 분조
- 집행부 서기장：야노현야
- 정책심의회장：마사키 요시아키
- 국회 대책 위원장：오오쿠보곧 언
- 참의원의원 단장：스즈키 카즈히로

### 민사당
- 중앙 집행위원장：사사키 아키라작
- 중앙 집행 부위원장：코다이라 타다시, 나카무라 마사오
- 집행부 서기장：츠카모토 사부로
- 정책심의회장：오오우치계오
- 국회 대책 위원장：영말 에이이치
- 참의원의원 회장：산지 시게노부
- 상임 고문：가스가 잇코

### 일본 공산당
- 중앙위원회 의장：노사카 산조
- 간부회 위원장：후와 테츠조
- 간부회 부위원장：이치카와 쇼이치, 에비스다니 하루마츠, 세나가 가메지로, 니시자와 토미오, 무라카미 히로시
- 서기국장：카네코 미츠루광
- 정책 위원회 책임자：무라카미 히로시
- 국회 대책 위원장：마츠모토 젠메이
- 참의원의원 단장：우에다 코이치로

### 신자유클럽
- 상임 간사회 대표：타가와 세이치
- 상임 간사회 간사장：야마구치 도시오
- 정책 위원회 책임자：고바야시 마사미
- 국회 대책 위원장：타지마위

### 사회민주연합
- 상임 임원회 대표：덴 히데오
- 상임 임원회 부대표：에다 사츠키, 오시바자부
- 집행부 서기장：나라사키미지조
- 정책 위원회 책임자：안도 니헤이
- 국회 대책 위원장：아베 쇼고

## 의원

### 이 선거로 당선
자민당   사회당   공명당   민사당   공산당   사민연   신자유클럽   무소속 
| 홋카이도   | 1구     | 타케무라 야스코    | 마치무라 노부타카      | 사이토마코토        | 고바야시항인          | 미노와 노보루         | 2구    | 무라카미 시게토시  | 야스이 요시노리     | 이가라시광3       | 상초의휘           |                      |  |  |
| 홋카이도   | 3구     | 사토 다카유키      | 오쿠노 카즈오          | 아베 후미오         |                       |                       | 4구    | 코다이라 타다시    | 이케하타 세이치     | 오카다 하루오     | 와타나베성1        | 타카하시 타츠오      |  |  |
| 홋카이도   | 5구     | 나카가와 쇼이치    | 시마다탁낭             | 오카다 토시하루     | 스즈키 무네오         | 신촌원웅              |        |                    |                     |                   |                    |                      |  |  |
| 아오모리현 | 1구     | 오시마 다다모리    | 츠시마 유지            | 관청정              | 타나부 마사미         |                       | 2구    | 타자와 모치로      | 츠가와 타케시1      | 타케우치려일      |                    |                      |  |  |
| 이와테현   | 1구     | 스즈키 젠코        | 쿠도 겐                | 오가와 진이치       | 다마자와 토쿠이치로우 |                       | 2구    | 스가와라 키쥬로    | 시가절              | 시이나 모토오     | 오자와 이치로      |                      |  |  |
| 미야기현   | 1구     | 아이치 카즈오      | 미츠즈카 히로시        | 타케다 가즈오       | 이토 소이치로         | 토다국웅              | 2구    | 우치우미영남       | 하세가와 슌         | 히노 이치로       | 키쿠치 후쿠지로우  |                      |  |  |
| 아키타현   | 1구     | 노로타 호세이      | 사토 케이지            | 나카가와 토시조낭   | 사사키 요시타케       |                       | 2구    | 카와마타 켄지로우  | 무라오카 카네조     | 호소야 아키오     | 사사야마 노보루생  |                      |  |  |
| 야마가타현 | 1구     | 카노 미치히코      | 와타나베 사부로        | 콘도철웅            | 에노모토 평화         |                       | 2구    | 카토 코이치        | 치카오카 리이치로   | 사토의            | 아베 쇼고          |                      |  |  |
| 후쿠시마현 | 1구     | 카메오카 타카오    | 아마노 히카루 맑음     | 사토 오쿠오         | 이시하라 켄타로       |                       | 2구    | 와타나베 코조      | 이토 마사요시       | 와타나베 유키오   | 시부야 나오조      | 타키자와 코스케      |  |  |
| 후쿠시마현 | 3구     | 사이토 쿠니키치    | 타나카 나오키          | 카미사카 노보루     |                       |                       |        |                    |                     |                   |                    |                      |  |  |
| 이바라키현 | 1구     | 하나시 노부유키    | 아마노등               | 츠카다연충          | 누카가 후쿠시로       |                       | 2구    | 카지야마 세이로쿠  | 시로치 유타카사     | 츠카하라 준뻬이   |                    |                      |  |  |
| 이바라키현 | 3구     | 나카무라 키시로    | 니와 유우야            | 후타미 노부아키     | 아카기 무네노리       | 타케우치 타케시       |        |                    |                     |                   |                    |                      |  |  |
| 도치기현   | 1구     | 와타나베미치오     | 후나다 겐              | 모리야마 긴지       | 히로세 히데요시       | 이나바 세이치         | 2구    | 무토 산지          | 이나무라 토시유키   | 칸다 아츠시       | 미즈타니 히로시    | 후지오 마사유키      |  |  |
| 군마현     | 1구     | 오미 코지          | 전변성                 | 쿠마가와 차남       |                       |                       | 2구    | 나카지마 겐타로    | 오가와 쇼고         | 하세가와 시로     |                    |                      |  |  |
| 군마현     | 3구     | 후쿠다 다케오      | 나카소네 야스히로      | 야마구치학남        | 오부치 케이조         |                       |        |                    |                     |                   |                    |                      |  |  |
| 사이타마현 | 1구     | 오가와 신이치로우  | 하마다 타쿠지로        | 마츠나가 히카루     |                       |                       | 2구    | 야마구치 도시오    | 코미야마중시로      | 미야지 타다시개   |                    |                      |  |  |
| 사이타마현 | 3구     | 카토 타카시2       | 타나미 타네아키        | 이토야마 에이타낭   |                       |                       | 4구    | 야마다 에이스케    | 미츠바야시미타로    | 아오키 마사히사   |                    |                      |  |  |
| 사이타마현 | 5구     | 후쿠나가 겐시      | 사와다광               | 와다 카즈히토       |                       |                       |        |                    |                     |                   |                    |                      |  |  |
| 지바현     | 1구     | 토리 카즈오        | 우스이 히데오          | 시바타 무츠미남편   | 우에노 켄이치         |                       | 2구    | 미즈노 키요시      | 야마무라 신지로     | 오가와 쿠니히코   | 하야시대간         |                      |  |  |
| 지바현     | 3구     | 하마다 고이치      | 이시바시 가즈야미      | 삼미수              | 요시우라 타카하루     | 나카무라 쇼우자부로우 | 4구    | 니이무라 카츠오    | 모리타경일          | 우납무인          |                    |                      |  |  |
| 가나가와현 | 1구     | 오코노기언사부로   | 이토 시게루            | 후시키 가즈오       | 미우라 타카시         |                       | 2구    | 타가와 세이치      | 이치카와 유이치     | 코이즈미 쥰이치로 | 바위 스도시 요시오 | 오가와 야스시        |  |  |
| 가나가와현 | 3구     | 하시모토 후미히코  | 카토 마게치            | 아마리 아키라       |                       |                       | 4구    | 대 출슌            | 사토 이치로         | 타나카 케이슈     | 쿠사노 타케시      |                      |  |  |
| 가나가와현 | 5구     | 카와무라 마사루    | 고노 요헤이            | 토미즈카 미츠오     |                       |                       |        |                    |                     |                   |                    |                      |  |  |
| 야마나시현 | 현 전체 | 간마루 신          | 스즈키 츠요시          | 타나카 카츠히코     | 다나베 구니오         | 호리우치 미츠오       |        |                    |                     |                   |                    |                      |  |  |
| 도쿄도     | 1구     | 요사노 가오루      | 오오츠카 유우지        | 키우치 요시아키     |                       |                       | 2구    | 이시하라 신타로    | 스즈키리 야스오     | 오오우치계오      | 우에다 테쓰        | 오카자키 만수수      |  |  |
| 도쿄도     | 3구     | 코스기 타카시      | 야마모토 마사히로      | 고사카 도쿠사부로   | 이케다 카츠야         |                       | 4구    | 카스야무           | 금자 봐 개          | 마츠모토 젠메이   | 오오쿠보곧 언      | 후지와라 아키라 타로 |  |  |
| 도쿄도     | 5구     | 나카무라 야스시    | 오사다 타케시          | 타카자와 토라남     |                       |                       | 6구    | 아리시마 시게타케  | 카키자와 코지       | 후와 테츠조       | 이토 마사히로      |                      |  |  |
| 도쿄도     | 7구     | 칸 나오토          | 오노 키요시            | 쿠도 아키라         | 오자와 키요시         |                       | 8구    | 하토야마 구니오    | 나카가와 카미       | 후카야 타카시     |                    |                      |  |  |
| 도쿄도     | 9구     | 나카무라 겐        | 하마노강               | 나카지마 타케시민   |                       |                       | 10구   | 다케이리 요시카쓰  | 쿠지라오카 효우스케 | 시마무라의신      | 시부사와리구       | 사토우홍             |  |  |
| 도쿄도     | 11구    | 이시카와 요조      | 이토 코스케            | 사이토절            | 야마하나 사다오       |                       |        |                    |                     |                   |                    |                      |  |  |
| 니가타현   | 1구     | 오자와 타츠오      | 콘도원차               | 세키야마 노부유키   |                       |                       | 2구    | 와타나베굉3        | 사토 타카시         | 아나바 오사무     | 마츠자와 토시아키  |                      |  |  |
| 니가타현   | 3구     | 타나카 가쿠에이    | 무라야마 타츠오        | 와타나베 히데오     | 고바야시 스스무       | 사쿠라이 아라타       | 4구    | 타카토리 오사무    | 시라카와 카츠히코   | 키지마희무관      |                    |                      |  |  |
| 도야마현   | 1구     | 야스다 슈죠        | 주에이사쿠             | 노가미 토오루       |                       |                       | 2구    | 와타누키 타미스케  | 목간 장             | 카타오카 세이치   |                    |                      |  |  |
| 이시카와현 | 1구     | 모리 요시로        | 오쿠다 요시카즈        | 시마자키양          |                       |                       | 2구    | 가와라 쓰토무      | 사카모토30차        | 이나무라 사콘시로 |                    |                      |  |  |
| 후쿠이현   | 현 전체 | 후쿠다 하지메      | 히라이즈미섭           | 츠지 카즈히코       | 요코테 후미오         |                       |        |                    |                     |                   |                    |                      |  |  |
| 나가노현   | 1구     | 타나카수정         | 와카바야시 마사토시    | 시미즈 이사무       |                       |                       | 2구    | 하타 츠토무        | 나카무라 시게루     | 이데 이찌타로     |                    |                      |  |  |
| 나가노현   | 3구     | 미야시타 소헤이    | 나카지마 마모루        | 쿠시하라도리 곧     | 숲모모오              |                       | 4구    | 염 시마대          | 카라사와 슌지로우   | 오자와정효        |                    |                      |  |  |
| 기후현     | 1구     | 무토 카분          | 후시야 슈우지          | 마츠노 유키야스     | 와타나베가장          | 미노와 사치요         | 2구    | 와타나베 에이치    | 야마시타 야스오     | 카네코 잇페이     | 후루야 토루        |                      |  |  |
| 시즈오카현 | 1구     | 마츠마에앙         | 토츠카 신야            | 하라다 쇼조         | 대석천8               | 수중요시히코          | 2구    | 사이토자여사       | 가쓰마타 세이이치   | 와타나베 아키라   | 쿠리하라우행       | 키베 요시아키        |  |  |
| 시즈오카현 | 3구     | 쿠마가이 히로시    | 모토노부요             | 아다치 아츠로우     | 아베기웅              |                       |        |                    |                     |                   |                    |                      |  |  |
| 아이치현   | 1구     | 가스가 잇코        | 시바타 히로시          | 타나카 미치코       | 요코야마리추          |                       | 2구    | 니와병조           | 쿠사카와 쇼우조우   | 망 오카 유우      | 아오야마 언덕      |                      |  |  |
| 아이치현   | 3구     | 카이후 토시키      | 에자키 마스미          | 사토 칸쥬           |                       |                       | 4구    | 이토 에이세이      | 우라노휴흥          | 이나가키 미노루남 | 나카노 시로        |                      |  |  |
| 아이치현   | 5구     | 무라타 케이지로    | 카미무라 센이치로우    | 콘도 유타카         |                       |                       | 6구    | 츠카모토 사부로    | 이시다행시로        | 요코에 김 남편    | 수평 토요히코      |                      |  |  |
| 미에현     | 1구     | 이토 츄지          | 사카구치 치카라        | 야마모토 유키오     | 나카이 히로시         | 키타가와 타다시공     | 2구    | 타무라 겐          | 후지나미 타카오     | 스미야견지로      | 야려아키히코       |                      |  |  |
| 시가현     | 현 전체 | 우노 소스케        | 야마시타 원리          | 노구치 코이치       | 세자키 히로요시       | 니시다 하치로         |        |                    |                     |                   |                    |                      |  |  |
| 교토부     | 1구     | 이부키 분메이      | 타케우치 카츠히코      | 영말 에이이치       | 우메다 마사루         | 오쿠다간생            | 2구    | 노나카 히로무      | 타니가키 사다카즈   | 니시나카 키요시   | 타마키 카즈야      | 산중말치             |  |  |
| 오사카부   | 1구     | 코타니 아키라2     | 마사모리성2            | 유카와굉            |                       |                       | 2구    | 아사이 미유키      | 히가시나카 미츠오   | 나카야마 마사키   | 나카무라 마사오    | 사콘 마사오          |  |  |
| 오사카부   | 3구     | 오오미 미기부      | 나카노 칸세이          | 하라다헌            | 이노우에 카즈나리     |                       | 4구    | 시오카와 마사주로  | 야노 준야           | 쿄즈카 유키오     | 우에다 타카시3     |                      |  |  |
| 오사카부   | 5구     | 마사키 요시아키    | 후지타 스미            | 니시무라 아키라3    | 와다 사다오           |                       | 6구    | 시추히데히코       | 츄우마 코우키       | 사토 메구미       |                    |                      |  |  |
| 오사카부   | 7구     | 나카무라 마사오    | 하루타 시게아키        | 키타가와 이시마츠   |                       |                       |        |                    |                     |                   |                    |                      |  |  |
| 효고현     | 1구     | 와타나베 이치로    | 나가에 카즈히토        | 카와카미 타미오     | 스나다 시게타미       | 포정양                | 2구    | 오카모토 토미오    | 하라 겐자부로       | 도이 타카코       | 호리 마사오        | 후지키 요코          |  |  |
| 효고현     | 3구     | 나가이 타카시신    | 시오타 스스무          | 구 타니 아키라      |                       |                       | 4구    | 가와모토 토시오    | 고토 시게루         | 아라이 아키라지   | 토이 덴 사부로     |                      |  |  |
| 효고현     | 5구     | 사사키 아키라작    | 니시야마 케이지로      | 타니 요이치         |                       |                       |        |                    |                     |                   |                    |                      |  |  |
| 나라현     | 현 전체 | 모리모토 코지      | 요시다 유키히사        | 오쿠노 세이스케     | 카기타 추우조낭       | 십제일                |        |                    |                     |                   |                    |                      |  |  |
| 와카야마현 | 1구     | 나카니시 케스케    | 노마 유이치            | 사카이 코이치       |                       |                       | 2구    | 타마오키 남자 아이 | 니카이 토시히로     | 토우리키          |                    |                      |  |  |
| 돗토리현   | 현 전체 | 시마다 야스 남편   | 타케베문               | 히라바야시 코조     | 아이자와 히데유키     |                       |        |                    |                     |                   |                    |                      |  |  |
| 시마네현   | 현 전체 | 다케시타 노보루    | 앵내 요시오            | 나카바야시 요시코   | 요시하라미 치         | 호소다 키치조         |        |                    |                     |                   |                    |                      |  |  |
| 오카야마현 | 1구     | 에다 사츠키        | 히카사 카츠유키        | 오오무라 노보루치   | 야야마유작            | 히라누마 타케오       | 2구    | 가토 무쓰키        | 하시모토 류타로     | 패소지로          | 미즈타 미노루      | 후지이 카츠시        |  |  |
| 히로시마현 | 1구     | 후쿠오카 야스오    | 오오하라 토루          | 키시타 문무         |                       |                       | 2구    | 마스오카 히로유키  | 모리이 타다시양     | 이케다 유키히코   | 나카가와 히데나오  |                      |  |  |
| 히로시마현 | 3구     | 미야자와 기이치    | 사토 모리요시          | 오카다 마사카츠     | 후루카와 마사시       | 가메이 시즈카         |        |                    |                     |                   |                    |                      |  |  |
| 야마구치현 | 1구     | 아베 신타로우      | 하야시 요시로          | 타나카 타츠오       | 하마니시철웅          |                       | 2구    | 오자와극개         | 요시이 히카루조     | 스이타 아키라     | 사토우마코토2      | 타카무라 마사히코    |  |  |
| 도쿠시마현 | 현 전체 | 고토우다 마사하루  | 엔도 카즈요시          | 三木武夫            | 모리시타 모토하루     | 이노우에보방          |        |                    |                     |                   |                    |                      |  |  |
| 가가와현   | 1구     | 후케 슌이치        | 마에카와 단            | 후지모토 타카오     |                       |                       | 2구    | 모리타 하지메      | 츠키하라 시게아키   | 카토상타로        |                    |                      |  |  |
| 에히메현   | 1구     | 시오자키 쥰        | 세키야 카츠히데        | 유야마용            |                       |                       | 2구    | 오치 이다이라      | 후지타고민          | 모리키요          |                    |                      |  |  |
| 에히메현   | 3구     | 니시다 마모루      | 이마이 이사무          | 타나카 츠네토시     |                       |                       |        |                    |                     |                   |                    |                      |  |  |
| 고치현     | 현 전체 | 히라이시 마작 타로 | 야마하라 켄지로우      | 이노우에 이즈미     | 오오니시 마사오       | 야마오카 켄 창고      |        |                    |                     |                   |                    |                      |  |  |
| 후쿠오카현 | 1구     | 간자키 다케노리    | 코노 타다시            | 야마자키 타쿠       | 오타 세이이치         | 츠지 히데오           | 2구    | 타가 타니 신임     | 오오하시 토시오     | 미하라 아사오     | 미야타 사나에      | 오자와 카즈아키      |  |  |
| 후쿠오카현 | 3구     | 호소야 오사무가    | 곤도오 츠네오          | 코가 마코토         | 야마자키 헤이하치로   | 이나토미 다카토       | 4구    | 타나카 로쿠스케    | 나카니시 세키스케   | 지미 쇼자부로     | 미우라 히사시      |                      |  |  |
| 사가현     | 현 전체 | 야기 노보루        | 호리 코스케            | 아이노 코우이치로우 | 야마시타 토쿠오       | 미이케 마코토         |        |                    |                     |                   |                    |                      |  |  |
| 나가사키현 | 1구     | 나카무라 시게미츠  | 미야자키각치           | 코부치 마사요시     | 쿠라나리 타다시       | 큐마 후미오           | 2구    | 이시바시 마사시    | 카네코 겐지로우     | 시라하마 니키치   | 마츠다 쿠로우      |                      |  |  |
| 구마모토현 | 1구     | 누마카와 요이치    | 노다 타케시            | 마쓰노 라이조       | 키타구치 히로시       | 모리나카 모리요시     | 2구    | 바바 노보루        | 소노다곧            | 후쿠시마 죠우지   | 사카타도태         | 토우게 요시유키      |  |  |
| 오이타현   | 1구     | 무라야마 도미이치  | 하타 사카에 지로       | 키노시타 타카유키조 | 에토 세이시로         |                       | 2구    | 아베미희남         | 타하라 타카시       | 사토 후미오       |                    |                      |  |  |
| 미야자키현 | 1구     | 마츠우라리상       | 에토 타카미            | 요네자와륭          |                       |                       | 2구    | 코다마말남         | 코야마장규          | 호리노우치 히사오 |                    |                      |  |  |
| 가고시마현 | 1구     | 카와사키 간지      | 야마자키 타케시 사부로 | 미야자키 시게루1    | 나가노 유야           |                       | 2구    | 오자토 사다토시    | 무라야마 키치       | 아리마 모토하루   |                    |                      |  |  |
| 가고시마현 | 3구     | 니카이도 스스무    | 야마나카 사다노리      | 우에니시 남자 아이  |                       |                       | 아마미 | 야스오카 오키하루  |                     |                   |                    |                      |  |  |
| 오키나와현 | 현 전체 | 세나가 가메지로    | 국장행창               | 우에하라 야스시조   | 나카무라 세이지       | 타마구스쿠 에이치     |        |                    |                     |                   |                    |                      |  |  |

### 이 선거로 첫당선 한 의원
※첫당선자 가운데, 참의원의원 경험자에게는 「※」의 표시가 있습니다.
자유민주당
- 이부키 분메이
- 에노모토 평화
- 오오시마 타다노리
- 카토 타카시2
- 카네코 겐지로우

- 키타가와 타다시공
- 염 시마대
- 지미 쇼자부로
- 타나카수정
- 타나카 나오키

- 타마오키 남자 아이※
- 츠키하라 시게아키
- 나카가와 쇼이치
- 나카무라 세이지
- 니카이 토시히로

- 니시야마 케이지로
- 야려아키히코
- 노로타 호세이※
- 히라바야시 코조
- 마치무라 노부타카

- 마츠다 쿠로우
- 야마오카 켄 창고
- 와카바야시 마사토시

일본 사회당
- 아마노등
- 망 오카 유우
- 이토 츄지
- 우에노 켄이치
- 오쿠노 카즈오

- 오자와극개
- 우에니시 남자 아이
- 사콘 마사오
- 사토 오쿠오
- 세키야마 노부유키

- 타나카 카츠히코
- 타나미 타네아키
- 토미즈카 미츠오
- 나카무라 마사오
- 하마니시철웅

- 마츠마에앙
- 모토노부요
- 야마시타 야스오
- 산중말치
- 요코에 김 남편

- 와타나베가장

공명당
- 엔도 카즈요시
- 간자키 다케노리
- 코타니 아키라2
- 구 타니 아키라
- 사이토절

- 나카무라 겐
- 누마카와 요이치
- 하시모토 후미히코
- 히카사 카츠유키
- 후쿠오카 야스오

- 미즈타니 히로시
- 미야자키각치
- 모리모토 코지
- 시추히데히코※

민사당
- 아베기웅
- 이토 에이세이
- 이토 마사히로
- 오가와 야스시
- 스가와라 키쥬로

- 타키자와 코스케
- 타나카 케이슈
- 츠카다연충
- 후지와라 아키라 타로

일본 공산당
- 오카자키 만수수
- 쿄즈카 유키오
- 사토우홍
- 후지키 요코

신자유클럽
- 아마리 아키라

사회민주연합
- 에다 사츠키※

무소속
- 이토야마 에이타낭※
- 에토 세이시로※
- 오미 코지
- 카기타 추우조낭
- 쿠마가이 히로시※

- 스즈키 무네오
- 타케무라 야스코
- 츠지 카즈히코※
- 토츠카 신야※
- 누카가 후쿠시로

- 토우리키

### 이 선거로 복귀
자유민주당
- 아나바 오사무
- 시마다 야스 남편
- 나카지마 마모루
- 니시다 마모루
- 하마다 고이치

- 후케 슌이치
- 마스오카 히로유키
- 무라카미 시게토시

일본 사회당
- 오가와 진이치
- 카와사키 간지
- 코노 타다시
- 코다마말남
- 시부사와리구

- 신촌원웅
- 타가 타니 신임
- 마츠우라리상
- 무라야마 도미이치
- 야스다 슈죠

<divstyle="float: left; vertical-align: top; white-space: nowrap; margin-right: 1em;">
- 와다 사다오

공명당
- 아라이 아키라지
- 이케다 카츠야
- 오오미 미기부
- 오가와 신이치로우
- 패소지로

- 키우치 요시아키
- 곤도오 츠네오
- 사카구치 치카라
- 나카가와 카미
- 후시야 슈우지

- 후타미 노부아키
- 후루카와 마사시
- 미야지 타다시개
- 모리타경일
- 야마다 에이스케

- 요시이 히카루조

민사당
- 카와무라 마사루
- 코다이라 타다시
- 나가에 카즈히토

일본 공산당
- 우메다 마사루
- 쿠도 아키라
- 시바타 무츠미남편
- 츠가와 타케시1
- 나카가와 토시조낭

<divstyle="float: left; vertical-align: top; white-space: nowrap; margin-right: 1em;">
- 나카바야시 요시코

무소속
- 타나카 미치코

### 이 선거로 은퇴
자유민주당
- 이시다 히로히데
- 오가와 헤이지
- 금자 이와미
- 키노 하루오
- 키무라 토시오

- 쿠라이시 타다오
- 지사키우사부로
- 탄미홍길
- 야려유키카즈
- 후루이 요시미

- 마에다 마사오
- 무라카미 이사무
- 모리 마쓰헤이

일본 사회당
- 아스카타 이치오
- 아베조재
- 이오카 오오하루
- 에다무라 카나메작
- 오오시마 히로시

- 타카다부지
- 방패 카네시낭
- 츠카다장평
- 하세가와 쇼우조우
- 후쿠오카의등

- 야마다치목
- 야마모토 고이치
- 요네다 토고

공명당
- 오키모토 야스유키
- 키타가와 요시카즈
- 타나카 쇼우지
- 야마다 타로

민사당
- 타케모토손일
- 와다 코사쿠

일본 공산당
- 고바야시 마사코
- 사카키 토시오
- 미타니 슈지

신자유클럽
- 아마리정

무소속
- 타나카 이탈리아 삼차

### 이 선거로 낙선
자유민주당
- 봉택영웅
- 아키타 오스케
- 아소 다로
- 아마노공도리
- 이케다 쥰
- 이시이 하지메
- 이마에다 타카시 수컷
- 우에타케 시게오
- 오노 아키라
- 오오하라 이치조

- 오치통웅
- 오도 사부로
- 카노 아키라남
- 카메이 요시유키
- 카모다리 타로
- 카와사키 지로
- 카와다 마사노리
- 키타무라 요시카즈
- 키무라 타케시 천세
- 키무라 모리오

- 쿠노 츄우지
- 쿠보타 엔지
- 고사카 젠타로
- 사에구사 사부로
- 사노 요시키치
- 시오타니 가즈오
- 시제키 이헤이
- 쇼오지 케이지로
- 세토야마 미츠오
- 소메야 마코토

- 태도38
- 타케나카 슈이치
- 타니가와화수
- 타무라 료헤이
- 타마뉴우효구
- 토카이 모토사부로우
- 도사카 시게츠구 츠카사
- 토자와정방
- 나카오 에이치
- 나가타 료우이치

- 나카무라 히로시해
- 나카야마 토시오
- 나라하시진
- 니시오카 타케오
- 노나카 에이지
- 하시구치 타카시
- 하타노 다다후미
- 핫타정의
- 후지타의광
- 마키노 타카모리

- 마츠모토 쥬우로우
- 아와야마명
- 야스다 타카시6
- 야나기사와 하쿠오

일본 사회당
- 이가정성
- 오노 신이치
- 카와모토 토시미
- 키타야마애낭
- 쿠보등

- 시모타이라 쇼이치
- 신모리 타츠오
- 모야태2
- 노사카코겐

공명당
- 단야청

민사당
- 숲야스오
- 부 타니타카지
- 코지마 타카유키

일본 공산당
- 안도 겐
- 이와사 에미
- 카네코 미츠루광
- 쿠리타 아키라
- 테라마에 겐

- 중로마사히로
- 후지와라 히로코
- 무라카미 히로시
- 요츠야 미츠코
- 와타나베 미쓰기

신자유클럽
- 타지마위
- 요다 미노루

사회민주연합
- 나라사키미지조

## 같이 보기
- 제10회 통일 지방 선거 - 이 해의 4월에 행해진 통일 지방 선거.
- 제13회 참의원의원 통상 선거 - 이 해의 6월에 행해진 참의원 통상 선거.
- 흑씰 사건 - 선거 활동 기간 중에 발생한 공직 선거법 위반 사건.